# Han arribat
Han arribat (títol original: The Arrival) és una pel·lícula estatunidenca dirigida per David Twohy estrenada l'any 1997. Ha estat doblada al català.

## Argument
Zane Zaminsky, radioastrònom, sonda les freqüències aèries amb la finalitat de descobrir la prova d'una existència extraterrestre. Un dia, sent crits aguts que surten dels seus altaveus. Es tracta d'una ona de xoc provinent de més enllà del sistema solar, una prova plausible de la vida extraterrestre. Acaba per captar un altre senyal, idèntic al primer però del qual la procedència no és pas l'espai sinó la Terra... La seva investigació el porta a Mèxic on descobreix una base secreta habitada per extraterrestres. Sota la seva aparença humana s'amaga tota una altra realitat.

## Repartiment
- Charlie Sheen: Zane Zaminski
- Lindsay Crouse: Ilana Green
- Richard Schiff: Calvin
- Shane: JPL Guàrdia 1
- Ron Silver: Phil Gordian/Guàrdia mexicà
- Teri Polo: Carro
- Phyllis Applegate: Mrs. Roosevelt
- Alan Coates: Terraformer
- Leon Rippy: DOD #1
- Buddy Joe Hooker: DOD #2
- Tony T. Johnson: Kiki
- Catalina Botello: N.C.A.R. Dona
- Georg Lillitsch: tècnic d'ordinadors
- David Villalpando: Cabbie

## Al voltant de la pel·lícula
El físic del personatge de Gordon Freeman així com la temàtica del científic solitari intentant salvar la humanitat manipulada per una forma de vida extraterrestre, es troba al videojoc d'acció en primera persona Half-Life, estrenada l'any 1998 i sembla estretament lligada a l'investigador Zane Zaminski interpretat per Charlie Sheen.
El 1998, Kevin S. Tenney ha dirigit The Second Arrival, un telefilm que va donar continuació al primer film. El rodatge s'ha desenvolupat a Montreal, més particularment al centre de la ciutat i al Port Vell. L'Escola de Tecnologia Superior, situada al racó del nostre-Corona/Peel, ha servit per una gran part del film. Patrick Muldoon i Jane Sibbett van ser seleccionats per reemplaçar Charlie Sheen i Teri Polo.
Crítica
- - "Demencial thriller de Ciència-Ficció que va passar sense pena ni gloria pel festival de Sitges, va anar posteriorment al video"[3]
  - "Una més de extraterrestres"[4]